# Poröse-Medien-Gleichung
Die Poröse-Medien-Gleichung (auch englisch als porous medium equation bezeichnet) ist eine nichtlineare degenerierte parabolische partielle Differentialgleichung. Sie besitzt die Form
{\displaystyle {\frac {\partial u}{\partial t}}=\Delta u^{m}},
worin {\displaystyle m>1} ist und {\displaystyle \Delta :=\sum _{k=1}^{n}{\frac {\partial ^{2}}{\partial x_{k}^{2}}}} den räumlichen Laplace-Operator bezeichnet.
Die Poröse-Medien-Gleichung wird beispielsweise verwendet, um den Fluss eines idealen Gases in einem homogenen porösen Medium zu beschreiben. In diesem Falle ist dann die Dichte des Gases eine Lösung der Poröse-Medien-Gleichung.
Sie wird auch gelegentlich als nichtlineare Wärmeleitungsgleichung bezeichnet, da man diese bei Einsetzen von {\displaystyle m=1} erhalten würde. Die Wärmeleitungsgleichung besitzt jedoch unphysikalische Eigenschaften, insbesondere eine unendliche Ausbreitungsgeschwindigkeit. Durch die Degeneriertheit ({\displaystyle m>1}) erhalten die Lösungen aber wesentlich andere Eigenschaften, nämlich beispielsweise eine endliche Ausbreitungsgeschwindigkeit (englisch: finite speed of propagation).